# Castel Belfort
Castel Belfort ist eine Burgruine in der Gemeinde Spormaggiore im Trentino.

## Geschichte
1311 erteilte Heinrich, Graf von Tirol dem Tissone di Sporo (Altspaur) die Erlaubnis zum Bau eines neuen Turmes "in dosso, vel in valle", an einem strategischen Stützpunkt zur Kontrolle und Aufsicht des Tales, als Tiroler Lehensgut. Ausserer zufolge ist der Turm identisch mit dem später in Altspaur erwähnten "Freienhof". 1335 belehnte Johann, Graf von Tirol Jeremias, seinen Bruder Otto, sowie deren Vettern Ulrich und Friedrich von Altspaur mit dem Turm im Dorf, einem Haus und dem Zehent daselbst. Der wegen eines Verbrechens eingekerkerte Nichelle von Spor wurde verbannt und seine Güter entzogen. Darauf erhielt 1385 Kaspar Reifer das Lehen Altspaur. Der Zweig der sich fortan " Reifer von Altspaur" nannte, besaßen bedeutende Liegenschaften, sowie die Gerichtsbarkeit über die Orte Andalo und Molveno. Die Burg stand unter der Jurisdiktion der älteren Burg Sporo-Rovina und w war Festung für die Gerichtsbezirke Andalo und Molveno. Dabei gehörte das Gericht Belfort ursprünglich nicht zu Altspaur, da das Schloss ohne eigene Gerichtsbarkeit war. Das Gericht und die Güter Andalo und Molveno waren Trienter Lehen. 1670 wurde die Burg nach einem Brand zerstört. 1693 ließen die neuen Eigentümer, die Grafen von Saracini die Festung inkl. einem Herrenhaus wiederaufbauen. Besitzerwechsel und die Napoleonische Kriege trugen zum endgültigen Verfall bei.  